# Christiaan Sepp

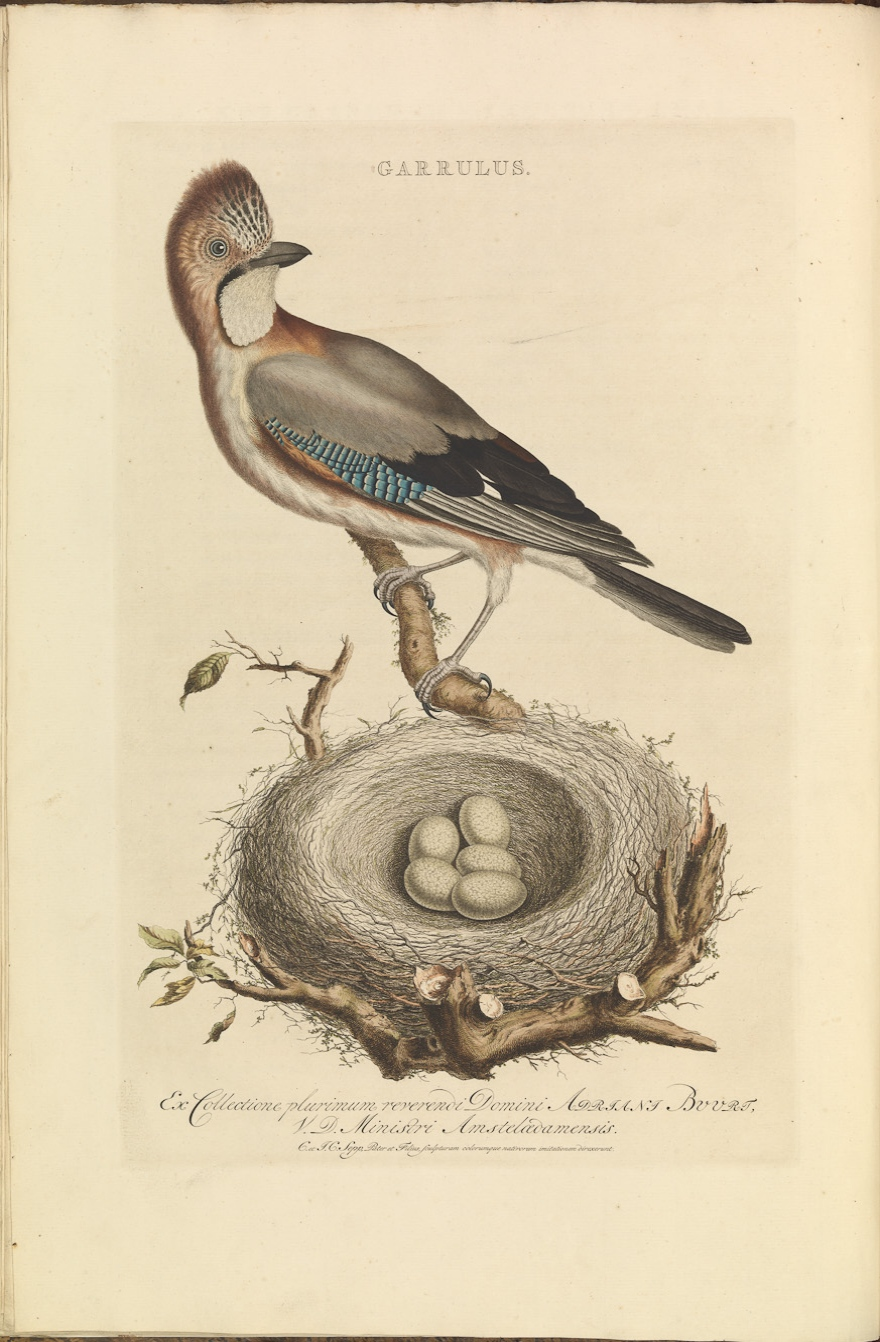
De Gaai uit de Nederlandsche vogelen, gravure van Christiaan Sepp

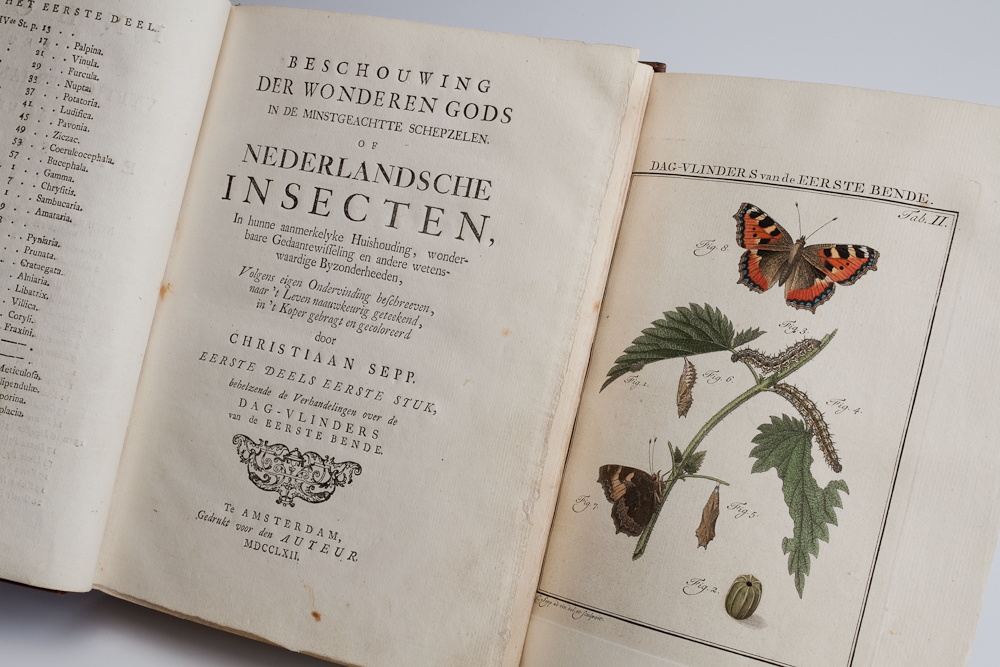
Christiaan Sepp, Beschouwing der wonderen Gods, in de minstgeachtte schepzelen. Of Nederlandsche insecten. Amsterdam, 1762, titelpagina van aflevering 1 en plaat.

Christiaan Sepp (volledig: Christiaan Andreas Sepp), (Goslar (Duitsland), circa 1710 - Amsterdam, 2 augustus 1775) was een Duits tekenaar, graveur en entomoloog die halverwege de achttiende eeuw naar Amsterdam trok en daar zijn belangrijkste werken maakte.

## Biografie
Christiaan Sepp werd geboren in Goslar, in de buurt van Göttingen, als zoon van de conrector van de Latijnse school. Hij trouwde met Maria Elisabeth Deman, met wie hij in Göttingen een dochter Maria Anna kreeg. Later vestigde hij zich als koopman in Hamburg. Maar Sepp was meer geïnteresseerd in natuurkunde en biologie. Hij maakte zelf instrumenten die hij kon gebruiken bij de studie van insecten en begon daar ook met tekenen. Het is niet bekend of hij ook een opleiding daarin volgde. Vanuit Hamburg trok hij vóór 1739 naar Amsterdam waar zijn zoon Jan Christiaan Sepp geboren werd.

## Werk
In Amsterdam werkte hij als tekenaar en graveur. Hij werd bekend als maker van land- en zeekaarten en verwierf grote bekendheid met zijn kennis van de entomologie. Samen met zijn zoon verzamelde en kweekte hij insecten. Hun achttiende-eeuwse vlinderkast met laden om vlinders in op te bergen is nog altijd te zien in Rijksmuseum Boerhaave te Leiden. Vanaf 1762 verscheen Beschouwing der wonderen Gods, in de mintsgeachte schepzelen of Nederlandsche insecten ... naar 't leven naauwkeurig getekent, in 't koper gebracht en gekleurd. Dit werk verscheen in afleveringen die later tot delen gebonden konden worden; de eerste 30 platen met beschrijvingen maakte hij alleen, daarna werd hij hierbij geholpen door zijn zoon Jan Christiaan, die zich hiervoor als uitgever verstigde. Dit werk bevindt zich in de collectie van Teylers Museum. Vervolgens maakte Christiaan Sepp de platen voor de eerste afleveringen van Nederlandsche vogelen; volgens hunne huishouding, aert, en eigenschappen beschreeven van Cornelius Nozeman dat ook door zijn zoon uitgebracht werd. Beide werken beoogden een overzicht te geven van de inheemse Nederlandse natuur en waren projecten waar van lieverlee meerdere personen aan meewerkten. De Nederlandsche insecten werden pas in 1925 afgesloten, de Nederlandsche vogelen in 1829.